# Zutphen
Zutphen – gmina (hol. gemeente) i miasto w środkowej Holandii (Geldria), leżące przy zbiegu rzek Berkel i IJssel. Założone w XI stuleciu, jako Zuidveen. W 1312 zostało członkiem Ligi Hanzeatyckiej. W 1572 zostało złupione przez Hiszpanów, którzy okupowali Zutphen do 1591. W czasie II wojny światowej zajęte przez Niemców, w wyniku czego miasto poniosło duże szkody.
Obecnie Zutphen jest ważnym węzłem kolejowym oraz ośrodkiem handlowym. Istnieje przemysł tekstylny, papierniczy i metalowy. Zutphen liczy ok. 46 tys. mieszkańców (2008).
W mieście znajduje się stacja kolejowa Zutphen.

## Miasta partnerskie
- Satu Mare, Rumunia
- Tartu, Estonia
- Shrewsbury, Wielka Brytania
- Villa Sandino, Nikaragua
- Horstmar, Niemcy